# Juan Carlos Villamayor (futbolista paraguayo)
Juan Carlos Villamayor Medina (Bella Vista Norte, Paraguay, 5 de marzo de 1969) es un exjugador paraguayo que jugaba de defensa y ha sido internacional paraguayo en 18 oportunidades. Incluso participó con la Selección Paraguaya de Fútbol, en 3 ediciones de la Copa América y fueron en Ecuador 1993, Uruguay 1995 y Bolivia 1997. Militó en diversos clubes de Paraguay, Argentina, Brasil, España y Japón.

## Clubes
| Club              | País      | Año         |
| ----------------- | --------- | ----------- |
| Cerro Porteño     | Paraguay  | 1995 - 1996 |
| Corinthians       | Brasil    | 1996        |
| Cerro Porteño     | Paraguay  | 1997        |
| Avispa Fukuoka    | Japón     | 1998 - 1999 |
| Ponte Preta       | Brasil    | 1999        |
| Rayo Vallecano    | España    | 1999 - 2000 |
| Cerro Porteño     | Paraguay  | 2000        |
| Chacarita Juniors | Argentina | 2000 - 2001 |
| Sport Colombia    | Paraguay  | 2002 - 2006 |